# Emblema d'aviador

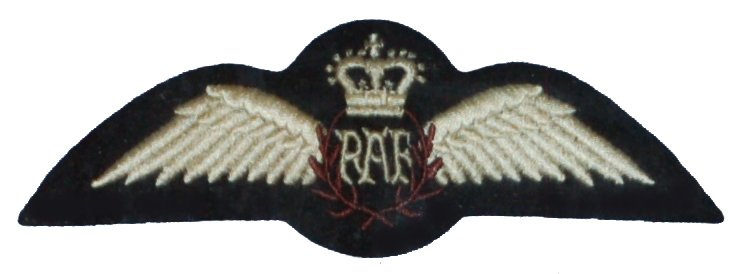
Emblema d'aviador de la RAF

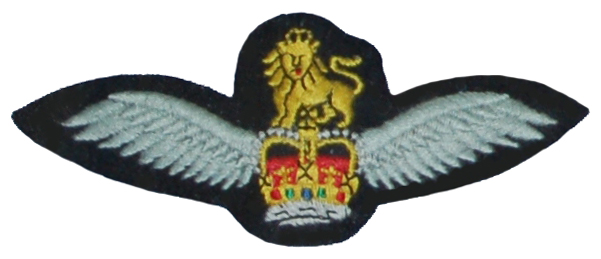
Emblema de pilot del Cos Aeri de l'Exèrcit Britànic

Emblema d'aviador és la insígnia que és lluït a l'esquerra del pit, sobre qualsevol galó de condecoracions, per qualsevol tripulant aeri de la RAF, de l'Exèrcit Britànic, les Forces Canadenques, l'Exèrcit Australià, la Reial Força Aèria d'Austràlia, la Reial Força Aèria de Nova Zelanda i la Força Aèria de Sri Lanka

## Regne Unit
A la RAF, els pilots porten les lletres RAF a una corona de llorer, sobre la qual hi ha una corona, amb una ala a cada costat (el distintiu d'aviador sovint és anomenat les "ales"). Des d'abril del 2003, els operadors de sistemes d'armament van començar a portar unes insígnies semblants, sols que amb una única ala. Els altres tripulants porten una lletra o lletres (denotant l'especialitat), amb una única ala. Les altres insígnies llueixen una "E" (Enginyer de Vol - Air Engineer), "AT" (Tècnic Paracaigudista - Airborne Technician) i "FC" (Controlador de Vol - Fighter Controller). Els Instructors Paracaigudistes de Salt (PJI) porten un paracaigudes obert en lloc de lletres. Entre els distintius obsolets hi ha "N" (Navegant - Navigator), "LM" (Comandant de Càrrega - Air Loadmaster), "AE" (Operador d'Electrònica - Air Electronics Operator), "B" (Bombarder - Bomb Aimer), "AG" (Artiller - Air Gunner), "AS" (Auxiliar de Vol - Air Steward), "M" (Observador Metereoleg - Meteorological Observer), "QM" (Encarregat de Subministraments - Air Quartermaster), "S" (Senyals - Air Signaller) i "RO" (Observador de Ràdio - Radio Observer). Els Observadors de l'Aire lluïen una simple ala amb la lletra "O".
Tots els distintius eren en plata, amb la corona daurada.

## Austràlia

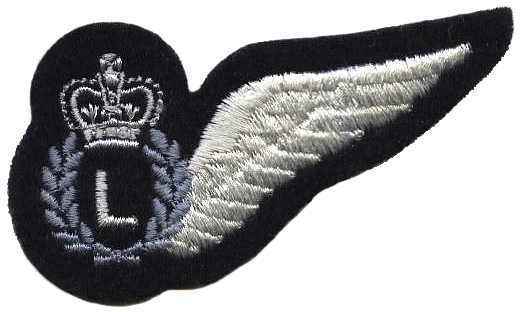
Distintiu de l'Exèrcit Australià

Els distintius de la Reial Força Aèria d'Austràlia es diferencien dels de la RAF principalment en què la corona apareix a tots (mentre que a la RAF només apareix a la dels pilots), i habitualment tenen les ales blaves. Les ales de pilot tenen les lletres "RAAF" enmig de dues ales. El 1998 s'introduí una insígnia amb dues ales lluint la Creu del Sud, destinada als Oficials Tripulants Aeris, reemplaçant a diversos distintius d'una única ala anteriors.

## Nova Zelanda
Nova Zelanda llueix una insígnia similar a la del Regne Unit, excepte que les ales de Pilot llueixen les lletres "NZ", en lloc de "RAF", i l'ala simple encara llueixen les lletres de l'especialitat. Actualment són "AW" (Oficial de Guerra i Especialista - Air Warfare Officer and Specialist), "E" (Enginyer – Engineer), " LM " (Comandant de Càrrega - Air Loadmaster), "HC" (Tripulant d'Helicòpter - Helicopter Crewman), "FS" (Assistent de Vol - Flight Steward), "AO" (Ordenança - Air Ordnanceman) i Instructor Paracaigudista de Salt (un paracaigudes). "AE" (Operador d'Electrònica - Air Electronics Operator) està obsolet.